# Jean Ferrat
Jean Ferrat, artiestennaam van Jean Tenenbaum (Vaucresson, 26 december 1930 – Aubenas, 13 maart 2010) was een Franse zanger, componist en tekstschrijver. De carrière van Jean Ferrat begon in het Parijs van de jaren vijftig en in de jaren zestig en zeventig groeide hij uit tot een van Frankrijks populairste zangers.

## Biografie
Jean Ferrat was de zoon van de joodse Mnacha Tenenbaum, die op negentienjarige leeftijd in 1905 vanuit Rusland naar Frankrijk was gekomen. Mnacha zette zijn eigen juweliersatelier op in Parijs en trouwde in 1917 met de katholieke Française Antoinette Malon, afkomstig uit de Auvergne. Na zijn naturalisatie als Fransman in 1928 nam Mnacha de naam Michel aan. Ondertussen was Michel Tenenbaum een succesvolle juwelier geworden en verhuisde hij en zijn gezin naar Vaucresson, een chique voorstad van Parijs. Michel en Antoinette kregen vier kinderen. Jean was hun jongste zoon die op 26 december 1930 werd geboren in “Villa Raymonde”, hun woning in Vaucresson.
Tijdens de Tweede Wereldoorlog werd Michel Tenenbaum op 19 maart 1942 in Parijs op straat opgepakt en geïnterneerd in het interneringskamp Royallieu in Compiègne en daarna in Drancy. Vervolgens werd hij getransporteerd naar Auschwitz waar hij op 5 oktober 1942 op 56-jarige leeftijd werd vermoord door de Duitsers, ondanks het feit dat hij met een katholieke Française was getrouwd. Van dit drama doen Nuit et brouillard (1963) en Nul ne guérit de son enfance (1991) verslag. De familie Tenenbaum vluchtte toen naar de "vrije zone" in Frankrijk waar ze enige tijd werden opgevangen door communisten. Sinds die tijd was Jean Ferrat een sympathisant van de communistische partij PCF, al was hij het soms ook oneens met hen. Door zijn maatschappijkritiek had Ferrat tegenstanders. Zo was Ma France (1969) enige tijd verboden op de Franse radio (ORTF). Ook was er in 1991 een controverse tussen Jean Ferrat en TF1 over zijn chanson A la Une.
Jean Ferrat is afgestudeerd aan de Conservatoire national des arts et métiers.

## Zijn carrière
De carrière van Jean Ferrat begon in het Parijs van de jaren vijftig. In de jaren zestig en zeventig groeide hij uit tot een van Frankrijks populairste zangers. Jean Ferrat leerde in 1956 de zangeres Christine Sèvres (1931-1981) kennen met wie hij in 1961 trouwde na drie jaar te hebben samengewoond. Tot zijn bekendste liedjes behoort het door hemzelf in 1964 geschreven La Montagne (Het gebergte) waarvoor hij zich liet inspireren door het landschap rond Antraigues-sur-Volane in de Ardèche, waar hij sinds het begin van de jaren zestig woonde. Friso Wiegersma schreef op dezelfde melodie het Nederlandse lied Het dorp, waarmee zijn levenspartner Wim Sonneveld vervolgens een groot succes behaalde. Herman van Veen zong Waar blijft de tijd op de melodie van On ne voit pas le temps passer.
Ferrat was een groot bewonderaar van de Franse dichter Louis Aragon en heeft tientallen van diens gedichten bewerkt tot liedjes, zoals Aimer à perdre la raison en Que serais-je sans toi. In 1971 verscheen het eerste album dat helemaal gewijd was aan de door Ferrat bewerkte gedichten van Aragon met de titel Ferrat chante Aragon. Tussen 1971 en 1994 werden er anderhalf miljoen exemplaren van dit album verkocht. In oktober 1994 bracht Jean Ferrat een tweede album uit met zestien door hem bewerkte gedichten van Aragon, Ferrat 95. Van dit album waren op 31 december 1994 al 600.000 exemplaren verkocht.
Ook van de docent-dichter Guy Thomas zette hij diverse teksten op muziek. Eén album is volledig aan diens teksten gewijd (Je ne suis qu'un cri uit 1985).

## Zijn leven in Antraigues-sur-Volane

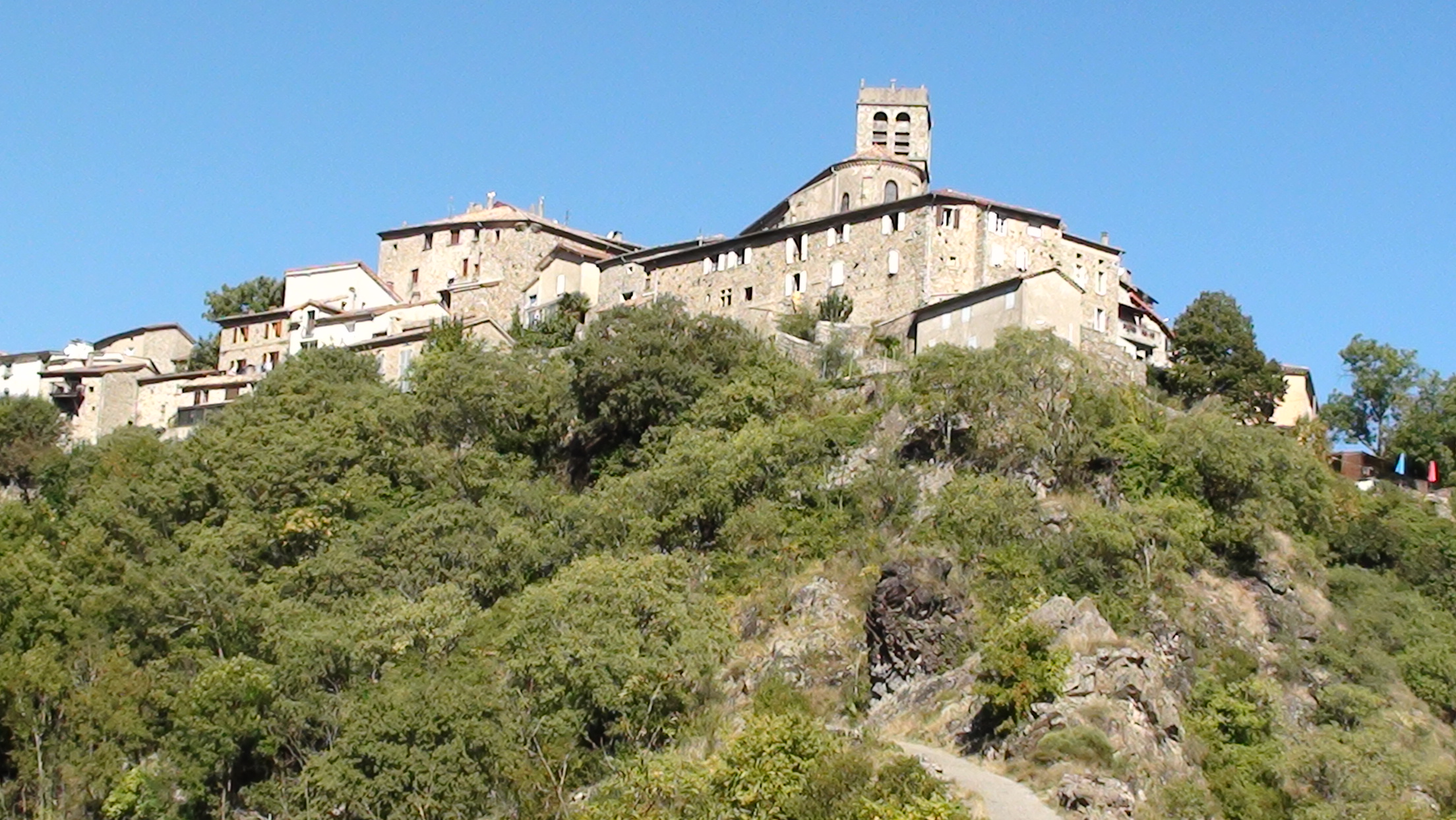
Antraigues-sur-Volane, waar Jean Ferrat sinds 1964 woonde.

In 1964 besloten Jean Ferrat en Christine Sèvres een huis te kopen in het dorpje Antraigues-sur-Volane, in de Ardèche. Het huis heette Bergnolles. Hier zou hij blijven wonen tot zijn dood in 2010. Al voor het overlijden van Christine Sèvres in 1981 kreeg hij een relatie met Colette Laffont, met wie hij in 1992 trouwde.

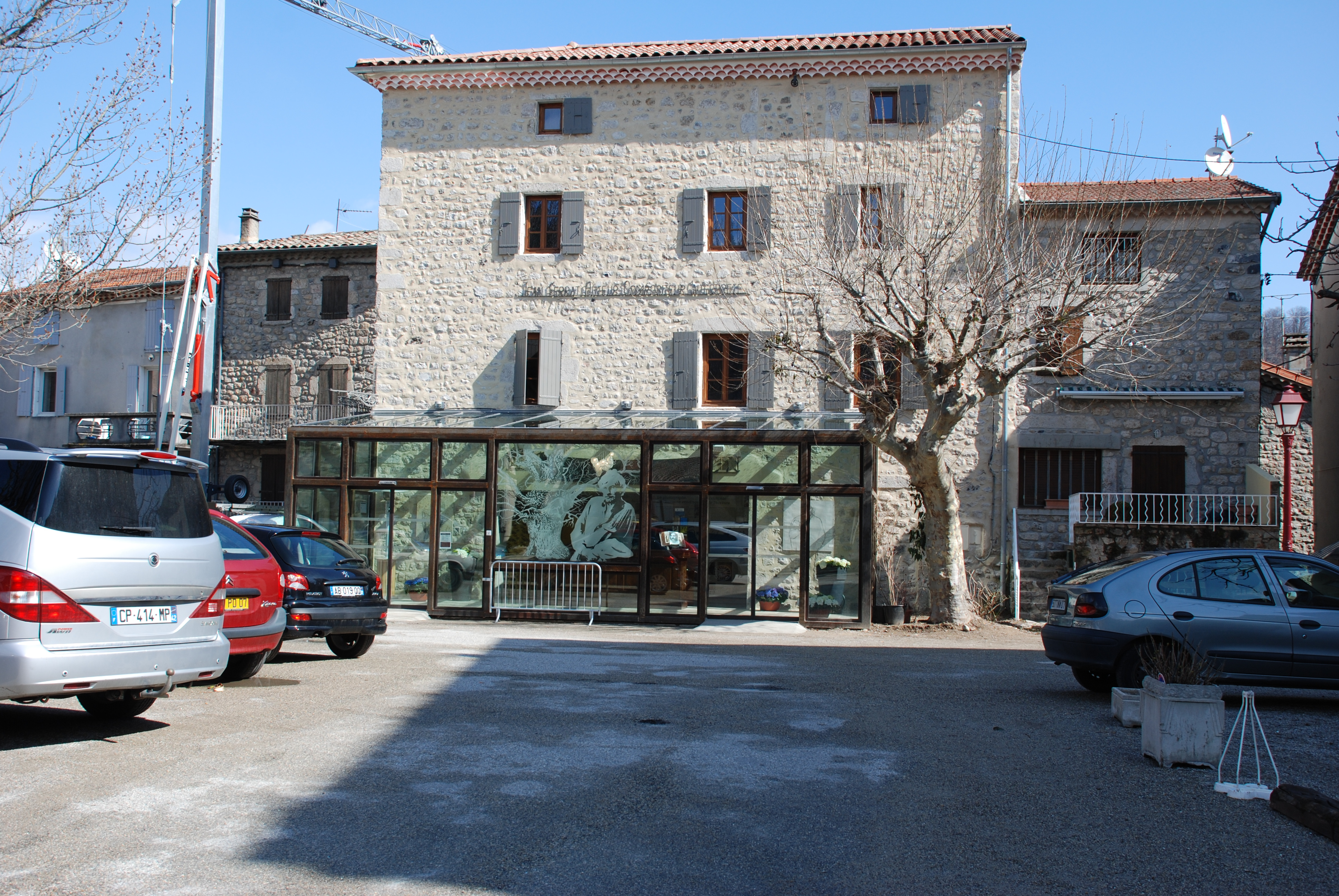
Maison Ferrat, het in 2013 geopende museum waarin het gedachtegoed van Jean Ferrat wordt bewaard.

Op de Place de la Résistance in Antraigues-sur-Volane bevinden zich twee restaurants, La Montagne en Lo Podello. Met beide had Jean Ferrat een sterke band. In 1964 logeerde hij in Lo Podello tijdens de verbouwing van zijn huis. Aan een tafeltje in Lo Podello schreef Jean Ferrat in datzelfde jaar La Montagne. In 1972 kocht hij samen met zijn goede vriend Jacques Boyer het restaurant La Montagne.
Op de Place de la Résistance staat ook het in 2013 geopende Maison Ferrat. Het is een initiatief van Colette Ferrat, de tweede vrouw van Jean Ferrat. In het museum wordt zijn gedachtegoed bewaard via een expositie en via ingelijste brieven en krantenknipsels aan de muren. Er worden ook regelmatig concerten en bijeenkomsten georganiseerd.
Sinds halverwege de jaren negentig maakte Ferrat geen opnamen meer. Hij trad ook niet meer op, maar hij bleef zich als bekende Fransman wel regelmatig mengen in het publieke debat.
Ferrat overleed op 79-jarige leeftijd na een kort verblijf in het ziekenhuis waar hij was opgenomen nadat hij thuis was gevallen. Hij was ook al geruime tijd ernstig ziek. Zijn begrafenis werd rechtstreeks uitgezonden op de Franse televisie.

## Geëngageerde zanger
Jean Ferrat was een geëngageerde zanger en tekstschrijver, met een vrije geest. Hij schreef de muziek voor zijn eigen teksten, zoals in Les Tournesols, en gebruikte soms de teksten van anderen, niet alleen van Louis Aragon maar ook van Henri Gougaud (J'imagine, 1971, Picasso Colombe, 1972), Georges Coulonges (La Commune, 1971, Potemkine, 1965) of Guy Thomas (La leçon buissonnière 1972, Caserne, 1972). Hij schreef ook de muziek van Mon vieux (1962, 1963) en Les Nomades (1962, 1963) op de tekst van Michelle Senlis. Jean Ferrat had een lange carrière, die soms bemoeilijkt werd door de censuur die hem werd opgelegd door de Franse radio en televisie, zoals het geval was in 1969 met zijn chanson Ma France.